# Kevon Carter
Kevon Carter (Port of Spain, 14 novembre 1983 – Macqueripe, 28 febbraio 2014) è stato un calciatore trinidadiano, di ruolo centrocampista.
Giocatore del Defence Force e della nazionale trinidadiana, è morto il 28 febbraio 2014 all'età di 30 anni per un attacco cardiaco occorsogli mentre stava allenandosi col suo club.